# Johann Michael Fischer (arquitecto)
Johann Michael Fischer (Burglengenfeld, 18 de febrero de 1692 - Múnich, 6 de mayo de 1766) fue un arquitecto y maestro de obras alemán activo en el Electorado de Baviera, uno de los principales representantes en el período de transición del barroco tardío al rococó en la Alemania meridional. Sus obras más recordadas son las iglesias abaciales de Dießen am Ammersee  (1732-1739), Zwiefalten (1741-1750) y la abacial de Ottobeuren (1748-1753).

## Biografía

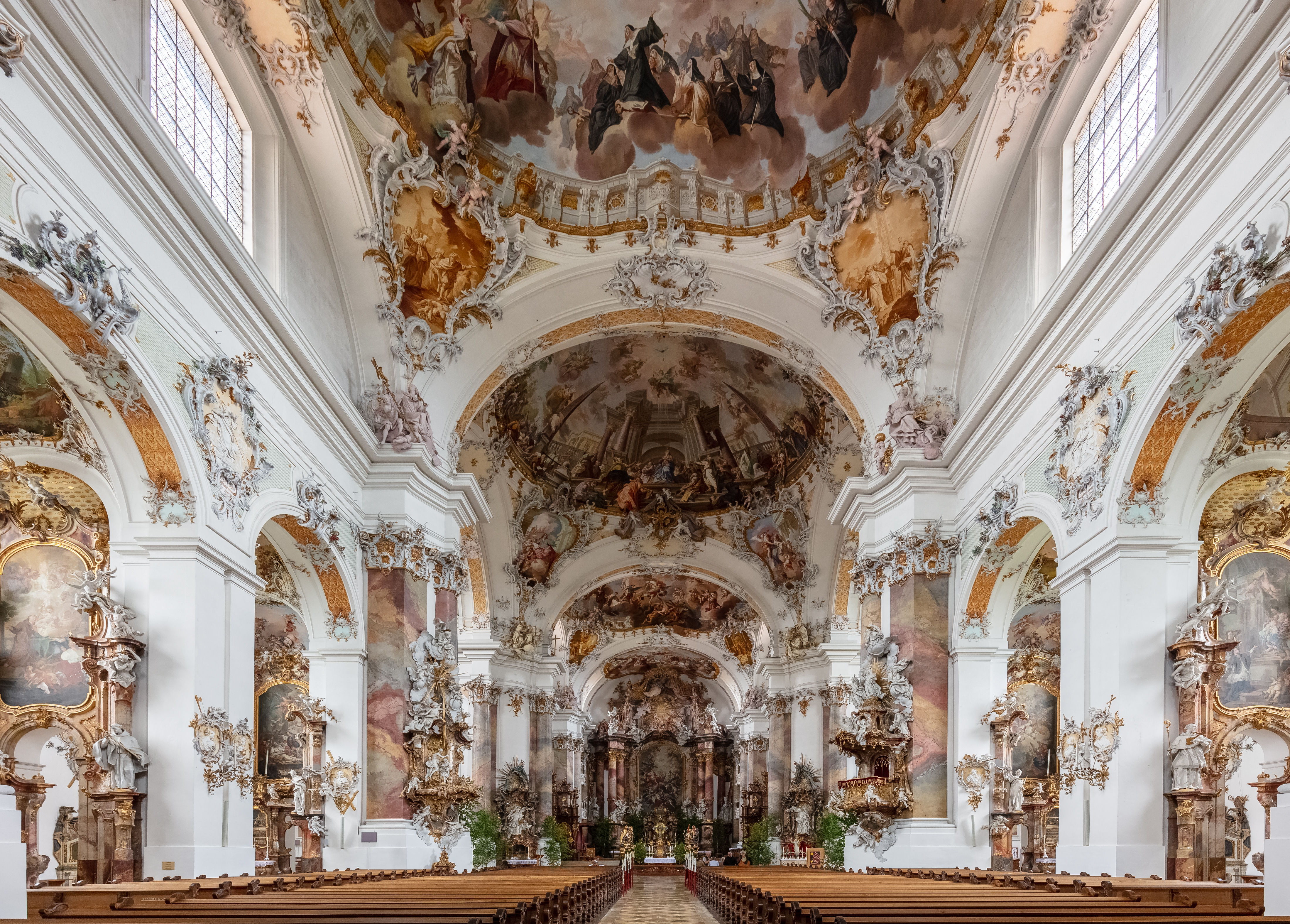
Interior de la iglesia de Ottobeuren

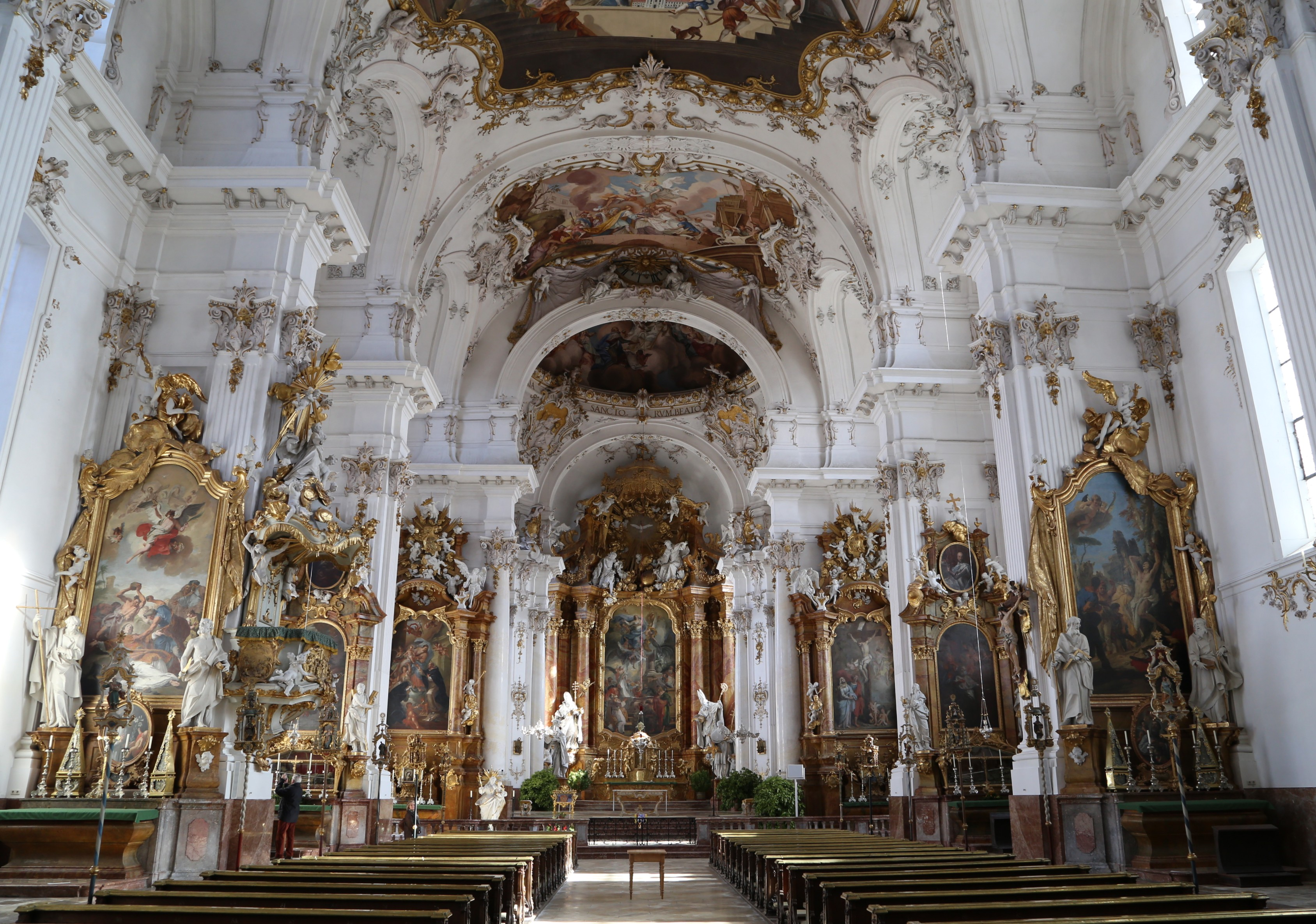
Interior de la iglesia de la abadía de Dießen

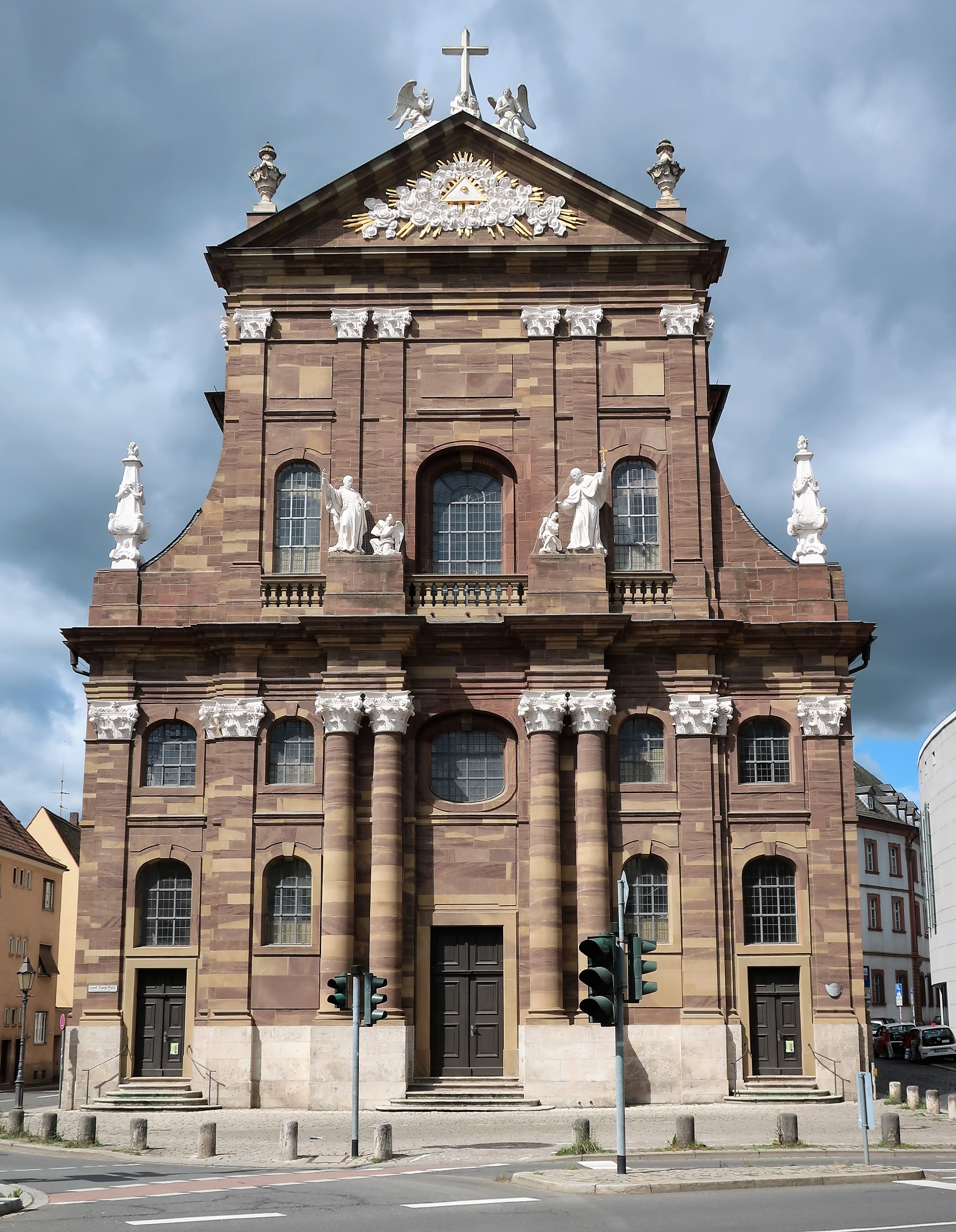
Iglesia de San Miguel en Würzburg, acabada tras su muerte

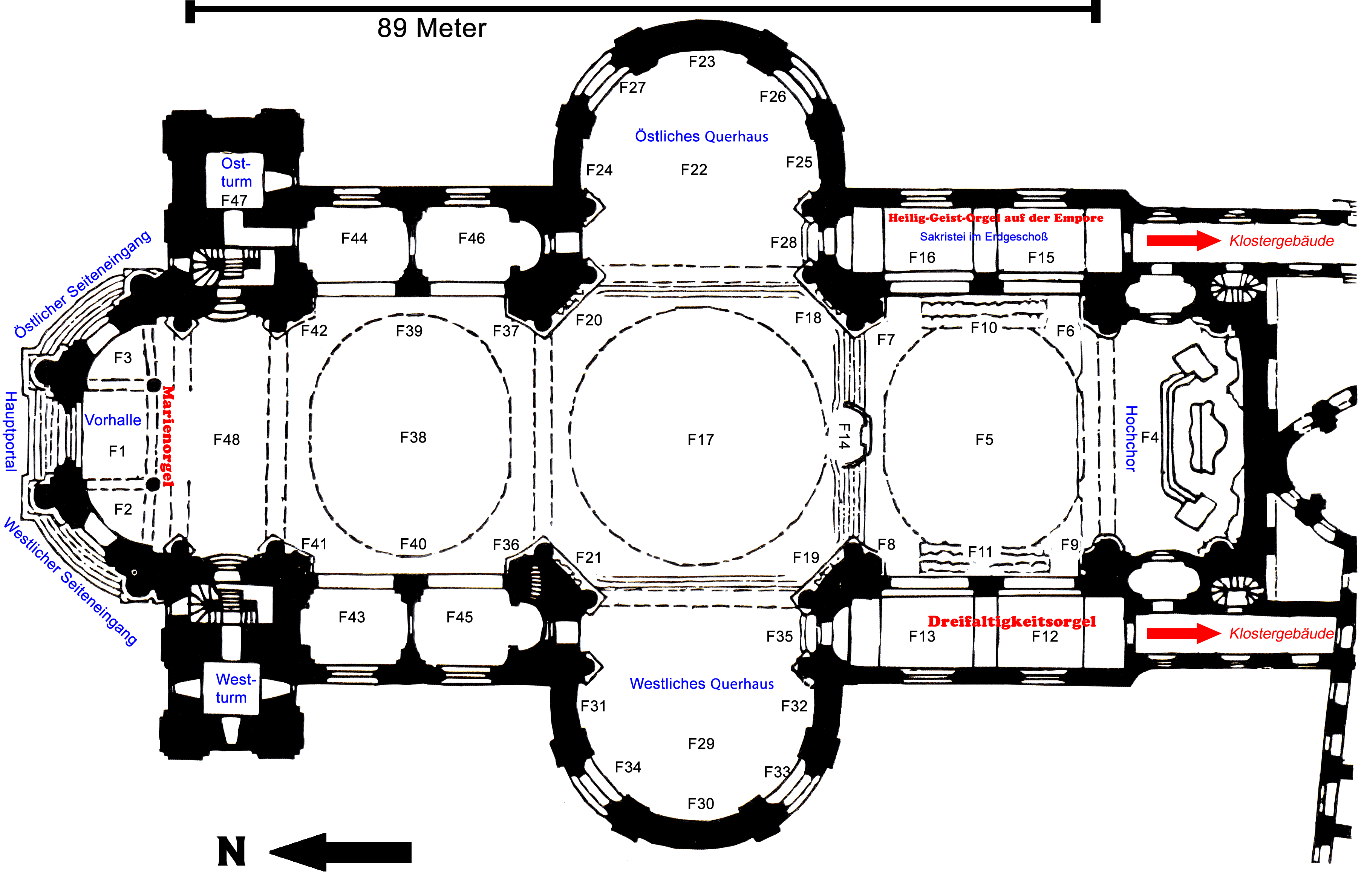
Planta de la iglesia abacial de Ottobeuren

Fischer nació en 1692 en Burglengenfeld, en el Alto Palatinado. Su padre era un respetado albañil y constructor militar cerca de Ratisbona (Regensburg (Baviera)). Desde 1712 pasó varios años de estudio y aprendizaje en Bohemia, Moravia y Austria. Su formación en Bohemia le introdujo en las posibilidades de la arquitectura curva, que se refleja en su obra pero que se adapta a la tradición bávara del sur de Alemania. Estos rasgos estilísticos se pueden observar especialmente en sus primeros trabajos. Además de las raíces bohemias, la influencia de Giovanni Antonio Viscardi también se puede sentir en las salas centrales del barroco tardío de Johann Michael Fischer.
Se instaló en 1718 en Múnich, donde trabajó con Johann Mayr, con quien en 1721 construyó, entre otras cosas, las grandes caballerizas con alojamiento para el servicio en el pabellón de caza de Lichtenberg am Lech. En 1723 compró los derechos de "maestro artesano" a la viuda de un maestro de obras fallecido. Al casarse con la hija de Johann Mayr en 1725, finalmente pudo establecerse como inmigrante dentro del gremio. Los primeros edificios en Schärding, Deggendorf y Niederalteich, a los que se añadió la iglesia parroquial de Kirchham en 1725, fueron referencias suficientes para que el consejo espiritual de Munich recomendara a Fischer al abad premonstratense de Osterhofen para la nueva construcción de la colegiata. De 1726 a 1729, Fischer construyó la iglesia de Santa Ana en Lehel y de 1732 a 1741 construyó la nueva colegiata de Santa María de los canónigos agustinos en Dießen am Ammersee.
Entre 1735 y 1739, Fischer construyó sus tres obras maestras de la arquitectura sacra europea: la iglesia de los Agustinos en Ingolstadt, la iglesia de peregrinación de Aufhausen y la iglesia de San Miguel en Berg am Laim. Las tres son de planta central a partir de un octágono desigual.
Más tarde, Fischer, que ya entonces era considerado un especialista en construcción de iglesias con una clientela esencialmente religiosa, como su contemporáneo Dominikus Zimmermann, construyó las colegiatas de Münster, Zwiefalten y Ottobeuren, seguidas de Benediktbeuern, Wiblingen, Schäftlarn y finalmente Rott am Inn y Altomünster. En el curso de su trabajo fue nombrado arquitecto de la corte bávara y arquitecto de Colonia.
En casi todos los edificios Fischer tuvo colaboradores en la decoración, contando con los artistas bávaros más talentosos de su tiempo, como Cosmas Damian Asam y Egid Quirin Asam, Johann Joseph Christian, Johann Michael Feuchtmayer, Matthäus Günther, Ignaz Günther, Franz Joseph Spiegler, Johann Baptist Straub y Johann Baptist Zimmermann. Entre sus discípulos destacan Balthasar Trischberger y Leonhard Matthäus Gießl
Fischer murió a los 74 años en Múnich y está enterrado en una tumba en la pared de la catedral de Nuestra Señora (Múnich). Una placa lo recuerda en la fachada del Ayuntamiento de Burglengenfeld.

## Características
En la obra de Fischer lo determinante fueron los tipos de edificios, que reinterpretaba y variaba constantemente. En el caso del edificio de planta central, cabe mencionar en primer lugar el octógono porticado o de lados desiguales, y en el caso del plantas longitudinales, la tradicional iglesia de pilares del sur de Alemania. Sobre todo destacan los efectos perspectivos, que Fischer logró en parte mediante la combinación de componentes diferentes, a menudo muy heterogéneos. Una característica especial de Fischer fue el uso muy tectónico del orden de columnas y pilastras, a diferencia de muchos de sus contemporáneos, especialmente Dominikus Zimmermann., que usaba el orden de manera mucho más ornamental. Las columnas y pilastras de Fischer realmente parecen portar algo, dando estructura y fuerza al edificio. Fischer utilizaba a menudo cornisas continuas para conectar los inicios de los arcos de los nichos, ventanas y portales con el entablamento.

## Reconocimientos
Su busto fue colocado en el Salón de la Fama de Munich.
El gimnasio Johann-Michael-Fischer en Burglengenfeld, que existe desde 1968, lleva su nombre.

## Obras destacadas
Fischer diseñó 32 iglesias y 23 monasterios en el sur de Alemania.
- 1723-1727: torre campanario de la iglesia del Santo Sepolcro en Deggendorf.
- 1724-1727: restructuración del coro y de la sacristía de la iglesia de la abadía benedictina de Niederalteich (primer encargo de Fischer).
- 1727-1728: reconstrucción de la iglesia de la abadía de Altenmarkt, cerca de Osterhofen.
- 1727: barroquización de la iglesia de la abadía de Rinchnach.
- 1727-1733: iglesia del monasterio franciscano de Santa Ana en Lehel en Múnich (consagrada en 1737); algunos historiadores del arte consideran que este edificio de la iglesia es el punto de inflexión del barroco tardío al rococó.
- 1731-1733: monasterio de Niederviehbach, cerca de Landshut.
- 1730-1731: iglesia parroquial de Unering en Seefeld.
- 1731-1733: iglesia parroquial de San Juan Bautista en Bergkirchen.
- 1732-1739: nueva construcción de la iglesia colegiata de Santa María de la abadía de Dießen, en Dießen am Ammersee.
- 1734-1735: santuario de la Virgen de las Nieves (Maria Schnee) de Aufhausen.
- 1736: iglesia de los Agustinos, en Ingolstadt (destruida en un ataque aéreo el 9 de abril de 1945 y completamente demolida por la ciudad).
- 1737-1751: iglesia de San Miguel en Berg am Laim, en Múnich, para el príncipe-obispo de Colonia, Clemente Augusto de Baviera, hijo del Elector Maximiliano II. Sirvió también de iglesia de los caballeros de la Orden de San Miguel y para la Confraternidad de San -Miguel.
- 1740: Supervisor en la abadía de Wiblingen (es posible que haya proporcionado los planos del edificio de la iglesia, que, sin embargo, sólo se conservan en copias defectuosas. Fue construida por Johann Georg Specht).
- 1740-1745: iglesia de la Ascensión de la Santísima Virgen de la abadía de Fürstenzell, proyecto suyo realizada por el arquitecto y escultor  Joseph Matthias Götz.
- 1741-1750: iglesia de la abadía de Zwiefalten, considerada un modelo de diseño barroco integrado.[5]
- 1748-1760: iglesia abacial de los Santos Alejandro y Teodoro de la abadía de Ottobeuren representa un punto destacado en la obra de Fischer, aunque, como suele ocurrir en su obra, los cimientos ya colocados lo ligaban a una planta determinada y bastante convencional; es considerada una de las iglesias más magníficas de la época barroca[6]
- 1750-1758: capilla de santa Anastasia en el monasterio de Benediktbeuern, considerada una joya de la arquitectura barroca[7]
- 1751: Reacondicionamiento de la iglesia de la abadía de Neustift, en Frisinga.
- 1751-1753: iglesia de San Jorge, en Bichl.
- 1751-1760: iglesia de la abadía de Schäftlarn.
- 1750-1752: presuntamente involucrado en la reconstrucción del castillo de Neuhaus am Inn.
- 1752-1759: iglesia de Sankt Rasso, en Grafrath.
- 1755: parroquial de Sankt Vitalis en Sigmertshausen, cerca de Röhrmoos.
- 1755: parroquial de San Giovanni Battista, en Sonderhofen.
- 1755: santuario de Santa Ana, en Haigerloch[8] (en disputa).
- 1755-1765: parroquial del Ritrovamento della Santa Croce, en Grafenrheinfeld.
- 1763-1766: iglesia de la abadía de Altomünster.
- 1764-1766: iglesia parroquial de San Clemente, en Eschenlohe.
- 1763-1766: iglesia parroquial de los Santos Ruperto y Martino en Söllhuben, cerca de Riedering.
- 1759-1763: iglesia de la abadía benedictina de San Marino y San Aniano, en Rott am Inn, hoy iglesia parroquial.
- 1765-1766: fachada de la iglesia jesuítica de San Miguel, en Würzburg, acabada por Johann Philipp Geigel (1765-1773).

## Obras disputadas
Se han atribuido a Fischer varias obras que ahora están en disputa, aunque su estilo fue una influencia obvia:
- Erling-Andechs: Iglesia de peregrinación Mariae Verkündiging y monasterio
- Murnau: iglesia parroquial de San Nicolás

Obras de Fischer
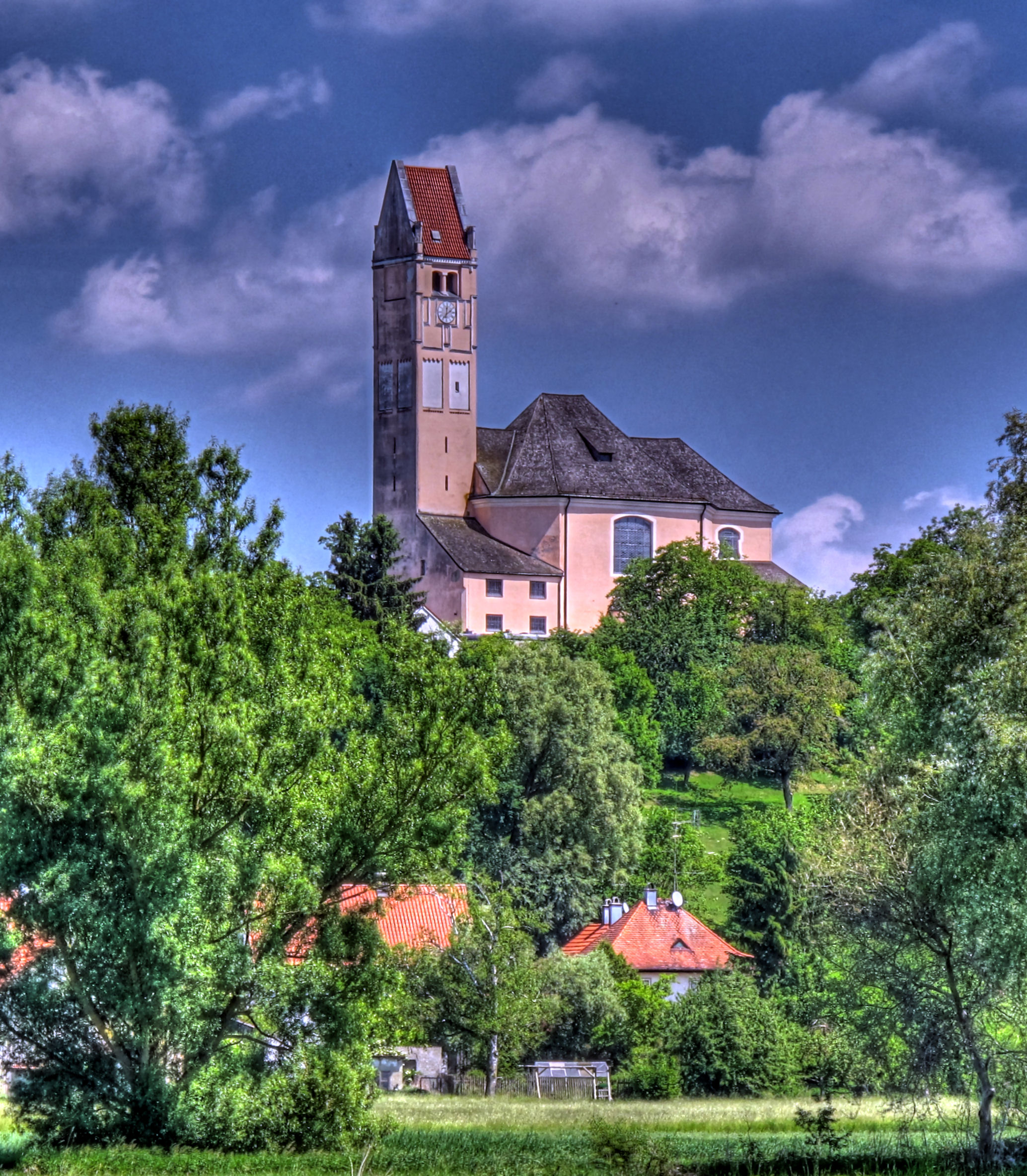
Iglesia parroquial de San Juan Bautista, en Bergkirchen (1731-1733)
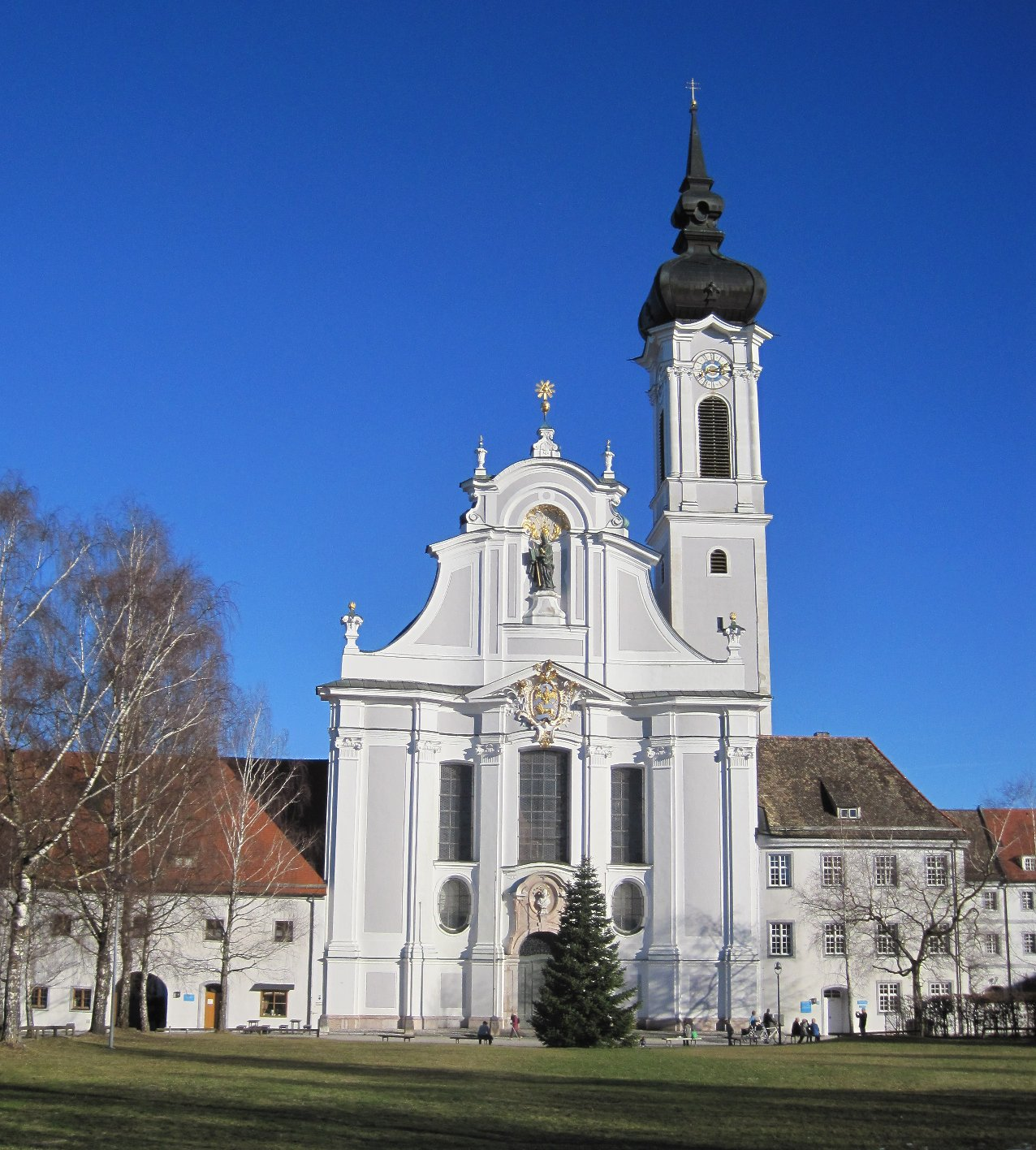
Iglesia colegiata de Santa María de la abadía de Dießen (1732-1739)
Iglesia de San Miguel, en Berg am Laim (1735-1751)
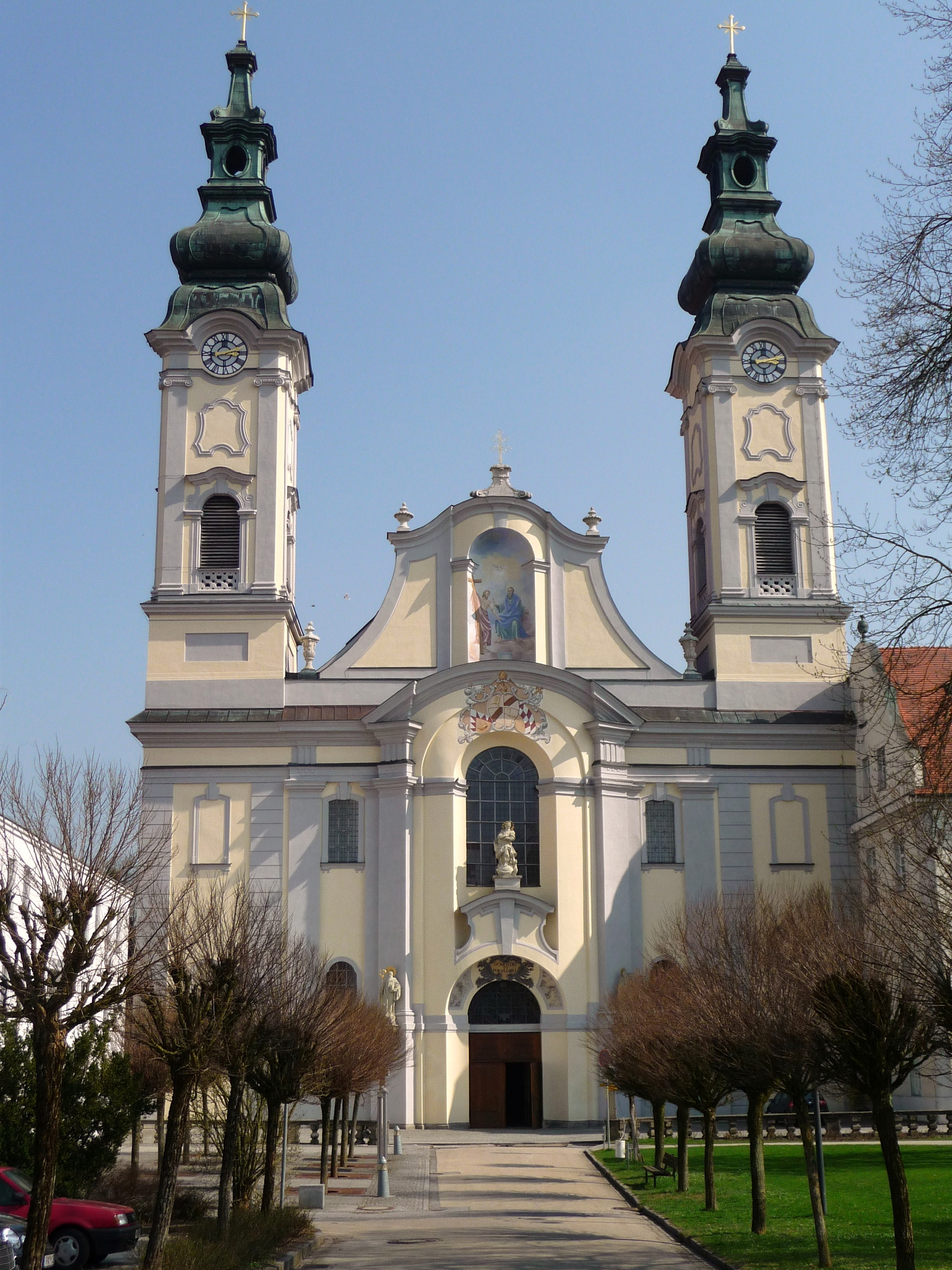
Iglesia de la abadía de Fürstenzell (1740-1745)
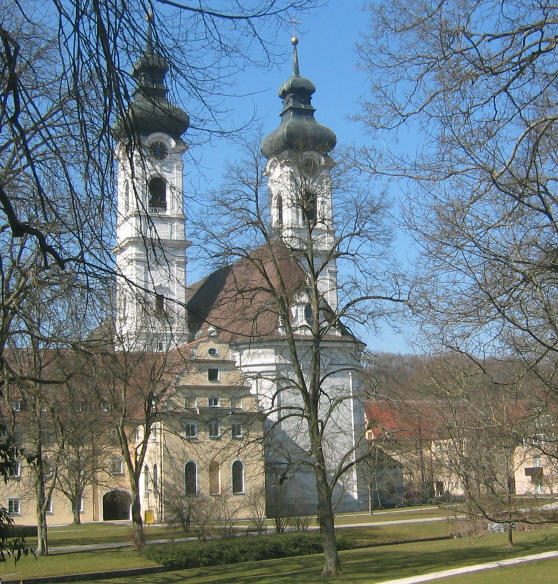
Exterior de la iglesia de la abadía de Zwiefalten (1741-1750)
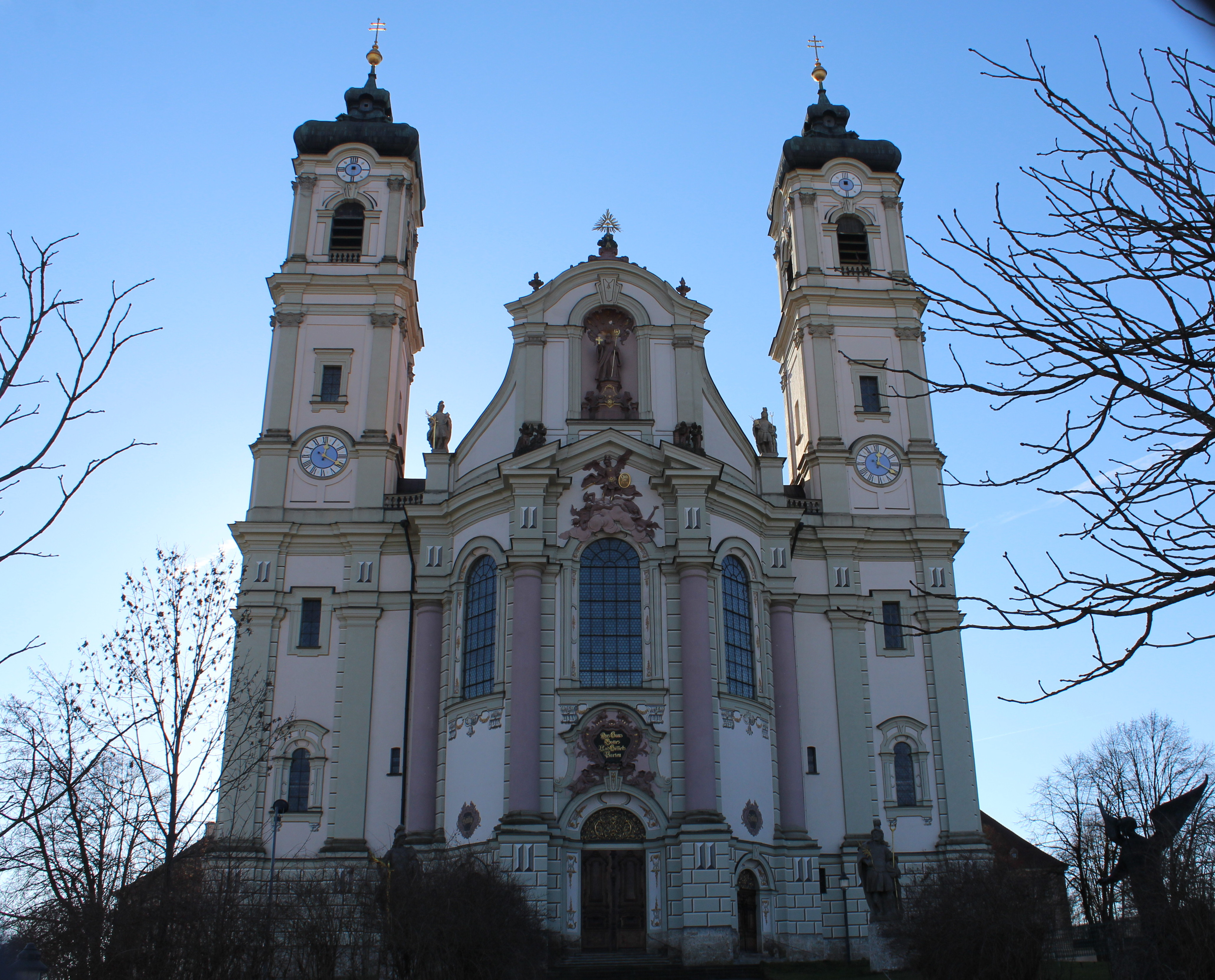
Fachada de la iglesia de los Santos Alejandro y Teodoro de la abadía de Ottobeuren (1748-1753)